# Diego López (football, 1981)
Pour les articles homonymes, voir Diego López et López.
Ne doit pas être confondu avec le footballeur uruguayen Diego López.
Diego López Rodríguez, né le 3 novembre 1981 à Paradela en Espagne, est un footballeur international espagnol qui évolue au poste de gardien de but.

## Biographie
Diego López naît à Paradela en Galice en 1981. Formé au CD Lugo, le club local, il rejoint le Real Madrid à l'âge de 19 ans et, après avoir été prêté quelque temps à Alcorcón, il intègre l'équipe première du Real. À partir de 2005 et pendant deux saisons, il sert de doublure au gardien titulaire Iker Casillas. 
N'apparaissant qu'à de rares reprises, il décide de s'engager en faveur de Villarreal pour un transfert d'environ 6 millions d'euros et commence la saison comme remplaçant de Sebastián Viera. Cependant, de bonnes performances lors des matchs européens et matchs de Coupe lui permettent de devenir le gardien titulaire et de terminer la saison avec 20 matchs joués.
En 2008-2009, López est le titulaire incontestable à Villarreal puisqu'il ne manque aucune minute de jeu en championnat, aidant son club à terminer à la cinquième place. La saison 2009-2010 est similaire et Villarreal termine septième.
Lors de la saison 2011-2012, il ne peut empêcher son club d'être relégué et le 22 mai 2012, il signe en faveur de Séville FC pour 3,5 millions d'euros.
Le 25 janvier 2013, après avoir joué seulement 11 matchs avec Séville FC, il retourne au Real Madrid pour compenser la blessure de longue durée d'Iker Casillas. Son transfert est estimé à 3,5 millions d'euros.
Le 5 mars 2013, il  participe grandement à la victoire du Real Madrid face à Manchester United en 8e de finale de Ligue des Champions en effectuant plusieurs parades de grande classe. Casillas remis de sa blessure, Diego López est confirmé dans les buts par José Mourinho.
Au début de la saison 2013-2014, Diego López est confirmé comme gardien no 1 par le nouvel entraîneur du club madrilène, Carlo Ancelotti. Celui-ci annonce ensuite que Diego López défendra les cages du Real Madrid en championnat jusqu'à la fin de la saison, et qu'Iker Casillas défendra, lui, les couleurs du club de la maison blanche en Ligue des Champions et dans les coupes nationales.
Le 13 août 2014, Diego López quitte le Real Madrid, où l'on a décidé de miser sur le duo Keylor Navas-Iker Casillas. Il signe un contrat de quatre ans avec l'AC Milan.
Le 31 août 2016, López est prêté pour un an au RCD Espanyol. À la suite de ce prêt, il s'engage définitivement au club le 23 mai 2017.
López est une valeur sûre de la saison 2019-2020 avec notamment 35 matchs de championnat mais ne peut compenser la fragilité défensive de son équipe. L'Espanyol finit 20e de Liga et est relégué, une première depuis 1993. Malgré cette descente, López demeure au club.
Libre après six ans au RCD Espanyol, le portier de 40 ans s'offre un nouveau défi dans sa carrière au Rayo Vallecano. L'ancien gardien du Real Madrid a signé un contrat d'un an, soit jusqu'à l'issue de la saison 2022-23.

## Statistiques
| Saison                | Club                  | Championnat           | Championnat | Championnat | Coupe(s) nationale(s) | Coupe(s) nationale(s) | Compétition(s) continentale(s) | Compétition(s) continentale(s) | Compétition(s) continentale(s) | Espagne | Espagne | Total | Total |
| Saison                | Club                  | Division              | M.          | B.          | M.                    | B.                    | Comp.                          | M.                             | B.                             | M.      | B.      | M.    | B.    |
| 2005-2006             | Real Madrid CF        | Liga                  | 2           | 0           | 3                     | 0                     | C1                             | 1                              | 0                              | -       | -       | 6     | 0     |
| 2006-2007             | Real Madrid CF        | Liga                  | -           | -           | 4                     | 0                     | C1                             | 1                              | 0                              | -       | -       | 5     | 0     |
| Sous-total            | Sous-total            | Sous-total            | 2           | 0           | 7                     | 0                     | -                              | 2                              | 0                              | -       | -       | 11    | 0     |
| 2007-2008             | Villarreal CF         | Liga                  | 20          | 0           | 6                     | 0                     | C3                             | 8                              | 0                              | -       | -       | 34    | 0     |
| 2008-2009             | Villarreal CF         | Liga                  | 38          | 0           | -                     | -                     | C1                             | 9                              | 0                              | -       | -       | 47    | 0     |
| 2009-2010             | Villarreal CF         | Liga                  | 38          | 0           | 2                     | 0                     | C3                             | 9                              | 0                              | 1       | 0       | 50    | 0     |
| 2010-2011             | Villarreal CF         | Liga                  | 38          | 0           | 2                     | 0                     | C3                             | 15                             | 0                              | -       | -       | 55    | 0     |
| 2011-2012             | Villarreal CF         | Liga                  | 37          | 0           | -                     | -                     | C1                             | 8                              | 0                              | -       | -       | 45    | 0     |
| Sous-total            | Sous-total            | Sous-total            | 171         | 0           | 10                    | 0                     | -                              | 49                             | 0                              | 1       | 0       | 231   | 0     |
| 2012-2013             | Séville FC            | Liga                  | 8           | 0           | 3                     | 0                     | -                              | -                              | -                              | -       | -       | 11    | 0     |
| Sous-total            | Sous-total            | Sous-total            | 8           | 0           | 3                     | 0                     | -                              | -                              | -                              | -       | -       | 11    | 0     |
| 2012-2013             | Real Madrid CF        | Liga                  | 16          | 0           | 3                     | 0                     | C1                             | 6                              | 0                              | -       | -       | 25    | 0     |
| 2013-2014             | Real Madrid CF        | Liga                  | 36          | 0           | -                     | -                     | C1                             | 1                              | 0                              | -       | -       | 37    | 0     |
| Sous-total            | Sous-total            | Sous-total            | 52          | 0           | 3                     | 0                     | -                              | 7                              | 0                              | -       | -       | 62    | 0     |
| 2014-2015             | AC Milan              | Serie A               | 28          | 0           | -                     | -                     | -                              | -                              | -                              | -       | -       | 28    | 0     |
| 2015-2016             | AC Milan              | Serie A               | 8           | 0           | 1                     | 0                     | -                              | -                              | -                              | -       | -       | 9     | 0     |
| Sous-total            | Sous-total            | Sous-total            | 36          | 0           | 1                     | 0                     | -                              | -                              | -                              | -       | -       | 37    | 0     |
| 2016-2017             | RCD Espanyol (prêt)   | Liga                  | 35          | 0           | -                     | -                     | -                              | -                              | -                              | -       | -       | 35    | 0     |
| 2017-2018             | RCD Espanyol          | Liga                  | 10          | 0           | 5                     | 0                     | -                              | -                              | -                              | -       | -       | 15    | 0     |
| 2018-2019             | RCD Espanyol          | Liga                  | 38          | 0           | 0                     | 0                     | -                              | -                              | -                              | -       | -       | 38    | 0     |
| 2019-2020             | RCD Espanyol          | Liga                  | 36          | 0           | 0                     | 0                     | C3                             | 11                             | 0                              | -       | -       | 47    | 0     |
| 2020-2021             | RCD Espanyol          | LaLiga 2              | 40          | 0           | 0                     | 0                     | -                              | -                              | -                              | -       | -       | 40    | 0     |
| 2021-2022             | RCD Espanyol          | Liga                  | 35          | 0           | 2                     | 0                     | -                              | -                              | -                              | -       | -       | 37    | 0     |
| Sous-total            | Sous-total            | Sous-total            | 194         | 0           | 8                     | 0                     | -                              | 11                             | 0                              | -       | -       | 213   | 0     |
| 2022-2023             | Rayo Vallecano        | Liga                  | -           | -           | -                     | -                     | -                              | -                              | -                              | -       | -       | 0     | 0     |
| Sous-total            | Sous-total            | Sous-total            | 0           | 0           | 0                     | 0                     | -                              | 0                              | 0                              | 0       | 0       | 0     | 0     |
| Total sur la carrière | Total sur la carrière | Total sur la carrière | 463         | 0           | 31                    | 0                     | -                              | 69                             | 0                              | 1       | 0       | 564   | 0     |

## Palmarès

### En club
Diego López remporte la Ligue des champions  en 2014 sous les couleurs du Real Madrid. Il remporte également la Coupe d'Espagne en 2014 après avoir été finaliste en 2013.
En 2021 il remporte le championnat d'Espagne de deuxieme division avec l'Espanyol de Barcelone.

### En sélection
Avec l'Espagne, il termine troisième de la Coupe des confédérations en 2009.

### Distinctions personnelles
Diego López remporte le trophée du Joueur du mois du championnat d'Espagne en novembre 2016.